# Menophra suberaria
Menophra suberaria är en fjärilsart som beskrevs av Donovan 1798. Menophra suberaria ingår i släktet Menophra och familjen mätare. Inga underarter finns listade i Catalogue of Life.